# New London (Missouri)
New London è un comune degli Stati Uniti d'America, situato nello Stato del Missouri, nella contea di Ralls.